# Бхатт, Аджай
Аджай Бхатт (англ. Ajay V. Bhatt; род. 6 сентября 1957) — американский инженер индийского происхождения. Он сыграл важную роль в продвижении и разработке широко принятых технологии, таких как USB, AGP, PCI Express. Аджай Бхатт вырос до всемирно известной знаменитости как один из создателей USB.cms с помощью рекламы Intel, где его сыграл актёр Сунил Наркар.

## Биография
После завершения своего образования в университете в Бароде, Индия, Бхатт получил свою мастерскую степень от университета города Нью-Йорка. Он поступил на работу в Intel в 1990 году в качестве старшего инженера. В 1998, 2003 и 2004 годах Бхатт был выдвинут на участие в серии лекций в ведущих университетах в США и Азии. Он получил награду за вклад в развитие спецификаций PCI Express в 2002 году.
Бхатт является признанным экспертом в области устройств ввода-вывода. Он приводит разработку следующего поколения архитектуры клиентских платформ, основанных на Intel. Бхатт продолжает занимать должность главного в Intel по I/O.